# Akan (Wisconsin)
Akan – miasto w Stanach Zjednoczonych, w stanie Wisconsin, w hrabstwie Richland.